# Eurystomina filicolle
Eurystomina filicolle is een rondwormensoort uit de familie van de Enchelidiidae. De wetenschappelijke naam van de soort is voor het eerst geldig gepubliceerd in 1960 door Allgén.